# Маямиров, Алмух
Алму́х Маями́ров (1922—1986)— участник Великой Отечественной войны, полный кавалер ордена Славы.

## Биография
Родился 2 сентября 1922 года в казахском ауле Жан-Аул Омской губернии. Казах. Окончил 6 классов. Работал трактористом в местном колхозе.
В Красной Армии с 1942 года (призван Москаленским РВК). На фронте в Великую Отечественную войну с февраля 1942 года, участвовал в составе своего подразделения в оборонительных боях за Ленинград. На фронте вступил в ряды членов ВЛКСМ (1942).
Подносчик боеприпасов к 82-миллиметровому миномёту 20-го гвардейского стрелкового полка (7-я гвардейская стрелковая дивизия, 10-я гвардейская армия, 2-й Прибалтийский фронт) гвардии красноармеец Алмух Маямиров в боях 5 и 6 февраля 1944 года на невельском направлении в Псковской области (Ленинградско-Новгородская операция войск РККА) заменил выбывшего из строя командира миномётного расчёта, сам был ранен, но из боя не вышел.
Расчёт под командованием гвардии красноармейца Маямирова подавил две пулемётные точки, поразил свыше десяти солдат противника.
За мужество и отвагу, проявленные в боях, 21 февраля 1944 года гвардии красноармеец Маямиров Алмух награждён орденом Славы 3-й степени (№ 62027).
Командир отделения учебного стрелкового батальона 7-й гвардейской стрелковой дивизии гвардии красноармеец Алмух Маямиров 8 сентября 1944 года в бою за освобождение столицы Латвийской ССР города Рига огнём из пулемёта отбил вражескую контратаку, истребив семь солдат противника.
За мужество и отвагу, проявленные в боях, 25 октября 1944 года гвардии красноармеец Маямиров Алмух награждён орденом Славы 2-й степени (№ 2969).
Пулемётчик 26-го гвардейского стрелкового полка (7-я гвардейская стрелковая дивизия, 10-я гвардейская армия, 2-й Прибалтийский фронт) гвардии красноармеец Алмух Маямиров в бою под латвийским городом Ауце 28 октября 1944 года скрытно подобрался к траншее врага и гранатами вывел из строя пулемёт и свыше десяти солдат противника. Отважный воин-гвардеец в этом бою был ранен, но остался в строю.
Указом Президиума Верховного Совета СССР от 29 июня 1945 года за образцовое выполнение заданий командования в боях с немецко-фашистскими захватчиками гвардии красноармеец Маямиров Алмух награждён орденом Славы 1-й степени (№ 1313), став полным кавалером ордена Славы. Так как с мая 1945 года А. Маямиров находился в тыловом госпитале после тяжёлого ранения, награда ему была вручена лишь в 1948 году.
Войну части 2-го Прибалтийского фронта закончили в конце мая 1945 года в кровопролитных боях с Курлянсдской группировкой войск СС в Прибалтике.
На фронте был неоднократно ранен в боях: 03.05.1942, 01.12.1942, 15.03.1943, 26.02.1944, 15.04.1944, 08.09.1944, 29.10.1944, май 1945.
В 1946 году гвардии старшина Маямиров демобилизован. Вернулся в родной Жан-аул Омской области. Член КПСС с 1966 года. Работал трактористом в местном зерносовхозе. Скончался 21 октября 1986 года.

## Награды
- орден Отечественной войны 1 степени (указ от 06.04.1985, награждение состоялось 3 мая 1985)
- три ордена Славы (полный кавалер):
  - орден Славы 1 степени (29 июня 1945 — № 1313)
  - орден Славы 2 степени (25 октября 1944 — № 2969)
  - орден Славы 3 степени (21 февраля 1944 — № 62027)
- медаль «За Победу над Германией в Великой Отечественной войне 1941—1945 гг.» (1945)
- медаль «За оборону Ленинграда» (1946)
- юбилейная медаль «Двадцать лет Победы в Великой Отечественной войне 1941—1945 гг.» (1965)
- нагрудный ветеранский знак-медаль «25 лет Победы в Великой Отечественной войне» (1970)
- медаль «За доблестный труд (За воинскую доблесть). В ознаменование 100-летия со дня рождения Владимира Ильича Ленина» (1970)
- юбилейная медаль «Тридцать лет Победы в Великой Отечественной войне 1941—1945 гг.» (1975)
- нагрудный знак-медаль «За доблесть и отвагу в Великой Отечественной войне 1941—1945 гг.» (1975)
- юбилейная медаль «Сорок лет Победы в Великой Отечественной войне 1941—1945 гг.» (1985)
- медаль «Ветеран труда» (1982)

## Память
В канун же 45-летия Победы (1990) на здании клуба аула Жана-Аул была открыта мемориальная доска в честь героя-земляка Алмуха Маямирова. Текст её предельно лаконичен: «В этом ауле жил и работал кавалер ордена Славы трёх степеней Адмух Маямиров. 1922—1986».